# Yoshitaka Fujisaki
Yoshitaka Fujisaki (藤崎 義孝 Fujisaki Yoshitaka?), född 16 maj 1975 i Kagoshima prefektur, är en japansk före detta fotbollsspelare.
Fujisaki började sin karriär 1998 i Avispa Fukuoka. Han spelade 70 ligamatcher för klubben. Han avslutade karriären 2002.